# 住吉神社 (壱岐市)
住吉神社（すみよしじんじゃ）は、長崎県壱岐市芦辺町住吉東触にある神社。式内社（名神大社）、旧社格は国幣中社で、現在は神社本庁の別表神社。

## 祭神
底筒男命・中筒男命・表筒男命を主祭神とし、「住吉大神」と総称する。八千戈神を相殿に祀る。

## 歴史
社伝によれば、住吉大神の守護によって三韓征伐を為し遂げた神功皇后が、その帰途現在の壱岐市郷ノ浦町大浦触に上陸して三神を祀ったのに始まるという（これを以て「日本初の住吉神社」を称している）。その後、神託により現在地に遷座した。『延喜式神名帳』では名神大社に列した。その他にも長崎県下筆頭神社を名乗っている。
明治4年（1871年）5月に国幣中社に列格した。

## 例祭
- 例大祭 - 11月9日

## 文化財

### 長崎県指定文化財
- 有形文化財
  - 絹本着色高野四社明神像（絵画） - 室町時代中期以降の作。明治27年（1894年）大阪在住の芦辺町出身者から寄進。昭和50年（1975年）3月4日指定[1][2]。

### 壱岐市指定文化財
- 有形文化財
  - 住吉神社の神鏡 17面（工芸品） - 明治4年（1871年）に住吉神社境内の神池から発見された鏡。内訳は大陸系鏡12面、和鏡系5面。昭和51年（1976年）1月1日指定[1][3]。
  - 御幸船（工芸品） - 住吉神社例祭の舟祭神事で使用される船。昭和8年（1933年）の新造[4]。

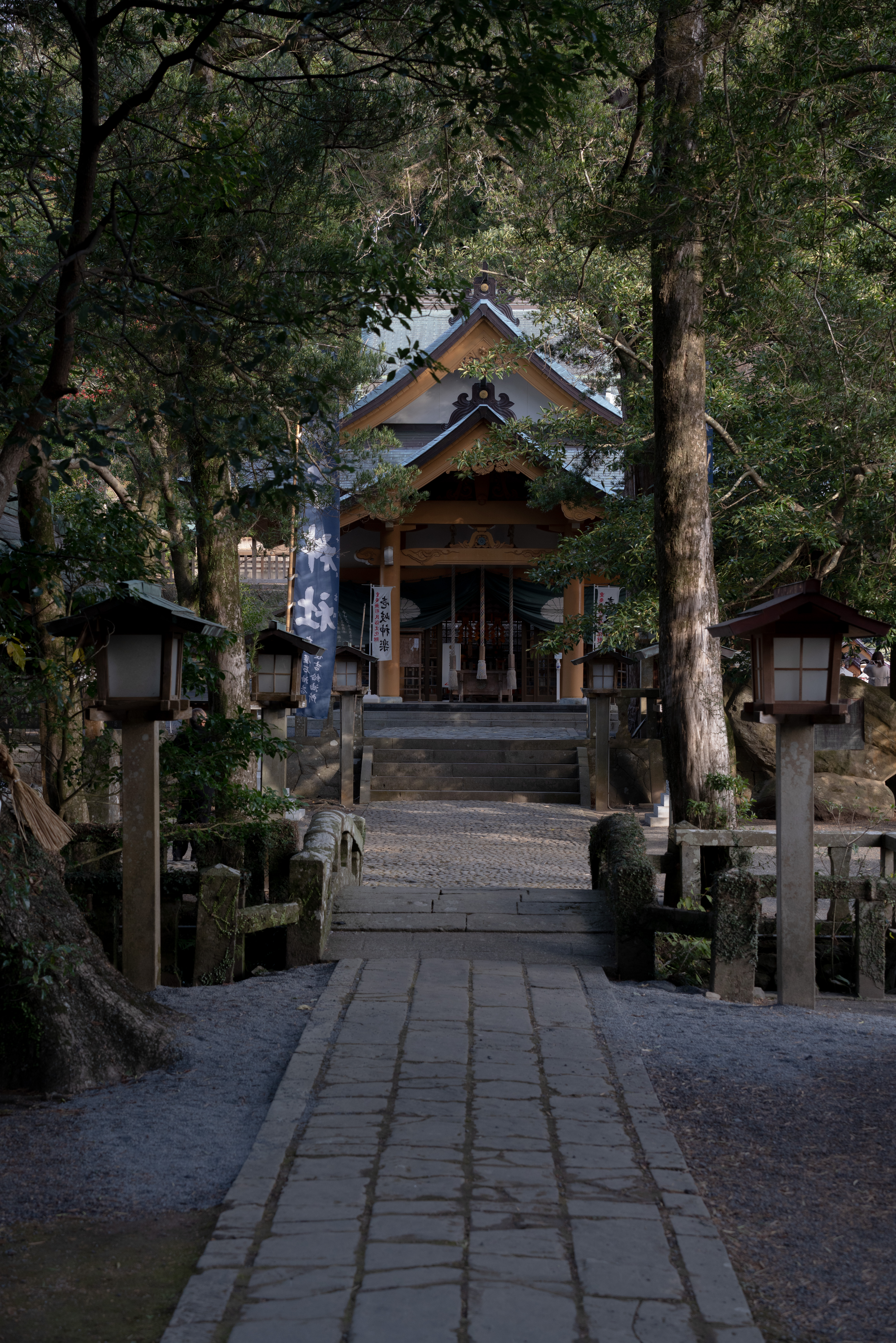
参道から見た拝殿

- 天然記念物

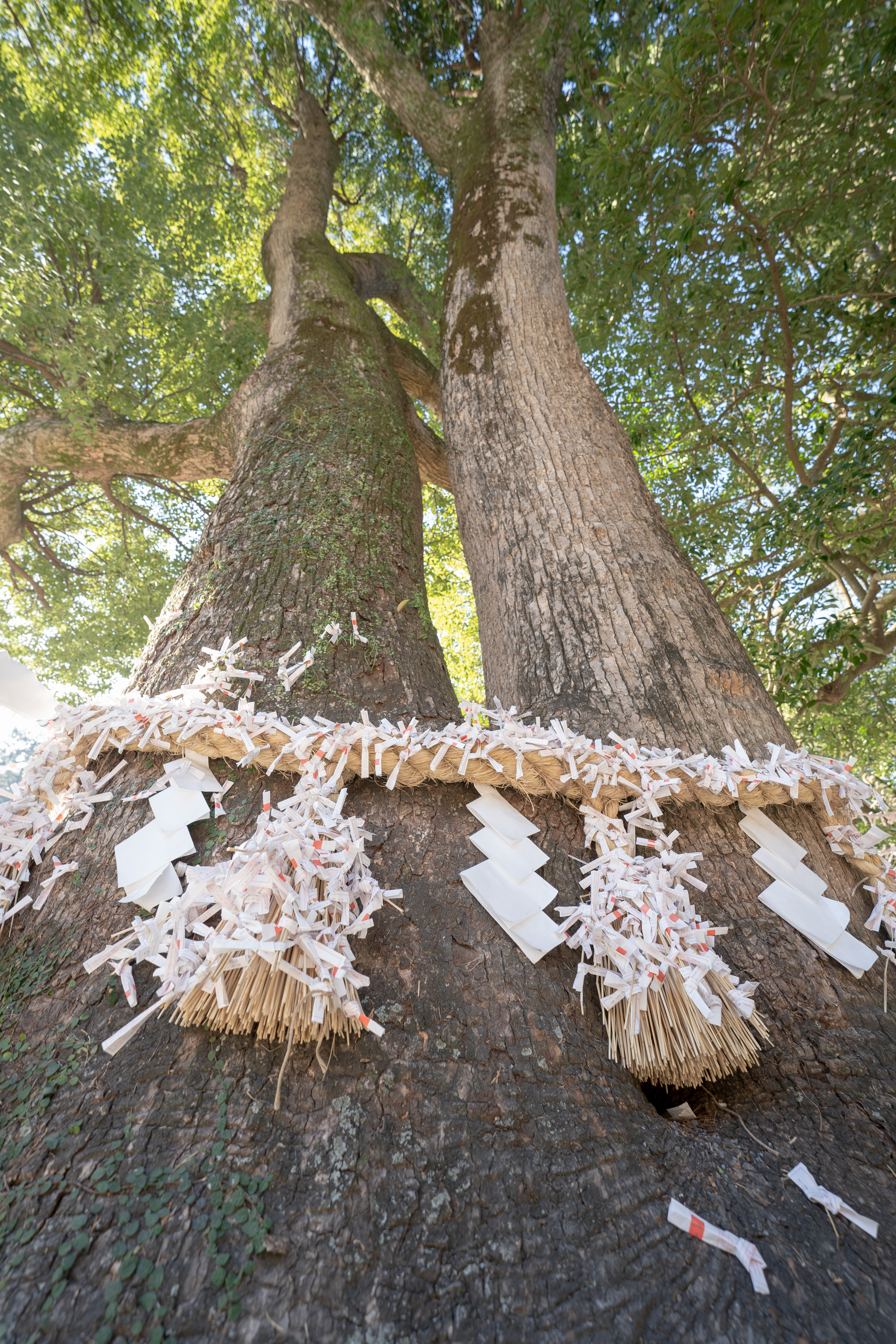
拝殿前の「夫婦楠」

  - 参道から見た拝殿拝殿前の「夫婦楠」住吉神社のクスノキ 2本 - 昭和51年（1976年）1月1日指定[1][5]。

## 関連図書
- 白井永二・土岐昌訓編集『神社辞典』東京堂出版、1979年、190頁